# Paul Felisch

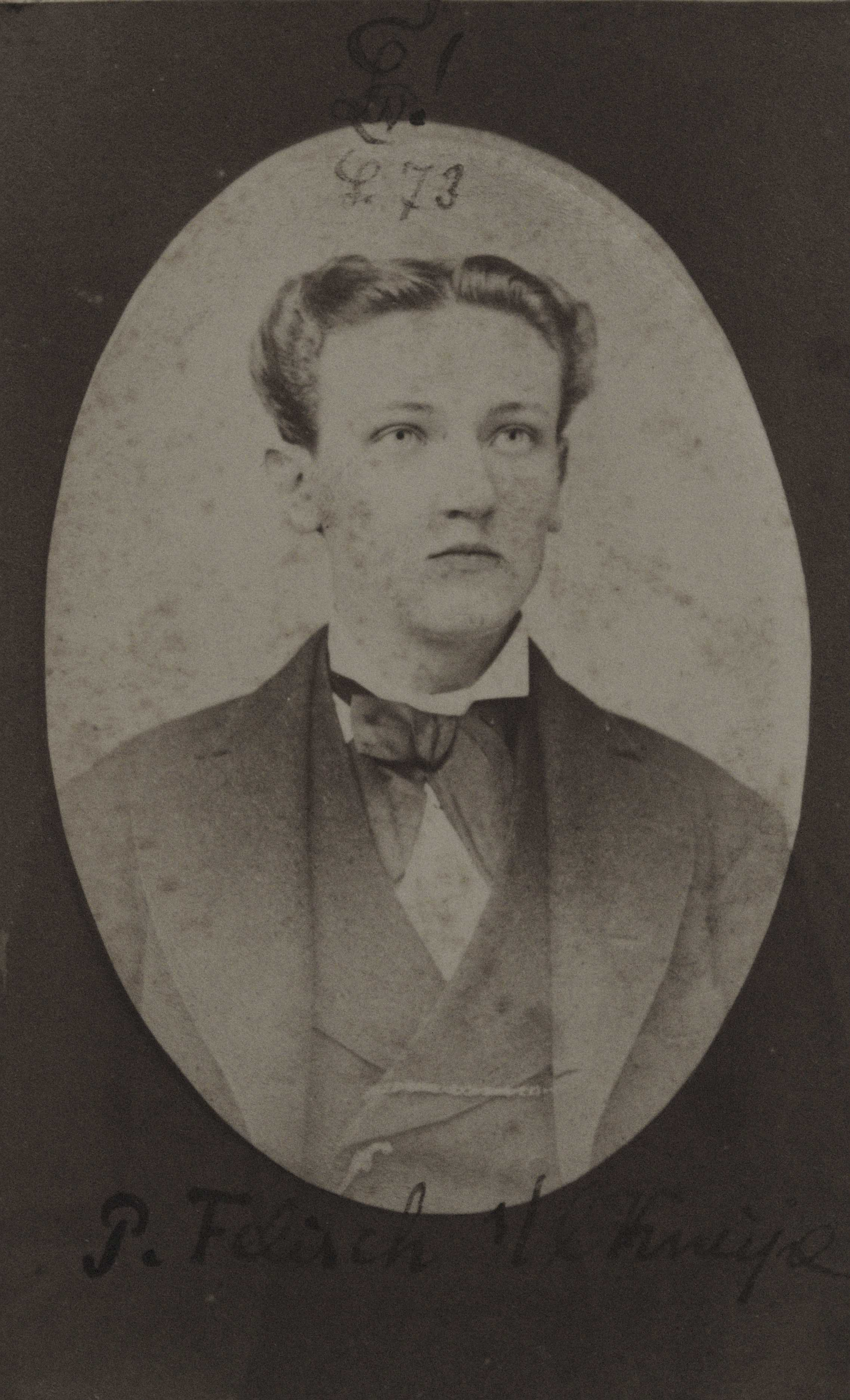
Paul Felisch als Student (Fotografie von 1874)

Paul Ernst Adam Felisch (* 1. Dezember 1855 in Storkow; † 25. Dezember 1933 in Berlin) war ein deutscher Richter, Admiralitätsrat und Schriftsteller. Felisch war Schwiegervater des kommunistischen Politikers Alexander Schwab und Großvater des Literaturhistorikers Hans Schwab-Felisch. Ab 1881 war Felisch Amtsrichter in Carolath. Später folgten Positionen an verschiedenen Amts- und Landgerichten in Berlin. Felisch war von 1900 bis 1921 Justitiar und von 1907 bis 1921 Abteilungsleiter für Justiz- und Versorgungsangelegenheiten des Reichsmarineamtes. Seine Memoiren geben einen Einblick in die Mentalität des preußischen Beamtentums im Deutschen Kaiserreich.

## Kindheit, Jugend, Studium (1855–1880)
Paul Felisch wuchs in Storkow auf, wo sein Vater eine Apotheke betrieb. Als Felisch neun Jahre alt war, zog die Familie nach Freienwalde an der Oder, um dem Jungen den Besuch eines Gymnasiums zu ermöglichen.
Im Wintersemester 1871/72 nahm Felisch ein Jurastudium an der Friedrich-Wilhelms-Universität Berlin auf, wo er Vorlesungen bei Julius Baron, Rudolf Gneist und Albert Friedrich Berner hörte. Im Sommersemester 1873 wechselte Felisch an die Ruprecht-Karls-Universität Heidelberg. Hier trat Felisch der Studentenverbindung Leonensia bei. In Heidelberg besuchte Felisch Vorlesungen des Rechtshistorikers Heinrich Zöpfl. Das Wintersemester 1873/74 verbrachte Felisch wieder in Berlin und schloss dort im Januar 1875 sein Juristisches Staatsexamen als Kammergerichtsrefendar ab.
Felisch schreibt in seinen Memoiren, dass er bereits im März 1875 eine Promotion an der Georg-Wilhelms-Universität Göttingen abgelegt habe. Felischs Beschreibungen zeigen, wie wenig formalisiert die Anforderungen an Promovenden um die Wende des 20. Jahrhunderts an deutschen Universitäten sein konnten. Am Vortag habe Felisch allen ordentlichen Professoren den „vorschriftsmäßigen Besuch“ abgestattet, wobei ihm der „große Jhering“ besonders herzlich Glück gewünscht habe. Dem fünfköpfigen Prüfungsausschuss habe Felisch während des dreistündigen Rigorosums auf eigene „Kosten alle möglichen geistigen und anderen Getränke“ bezahlt.

## Karriere (1880–1921)

### Richter
Felisch berichtet, dass er im Zuge der Affäre zwischen der verheirateten Gräfin Elisabeth von Hatzfeld mit Herbert von Bismarck am 1. April 1881 als Amtsrichter in Carolath eingesetzt wurde. Elisabeth hatte zu diesem Zeitpunkt die Scheidung gegen ihren Mann, Karl zu Carolath-Beuthen, bekanntgegeben, um von Bismarck zu heiraten. Aus Felischs Memoiren geht hervor, dass er als neuer Amtsrichter den Scheidungsprozess zugunsten des Fürsten Karl zu Carolath-Beuthen beeinflussen sollte:

„Wegen dieses Vorkommnisses … war die Ehe des Fürsten geschieden worden. Kennzeichnend ist übrigens, dass die Fürstin in ihrem Ehevertrage sich ausbedungen hatte, dass sie auch im Falle einer Scheidung wegen eigener Schuld eine jährliche Zahlung von – ich glaube mich der Summe bestimmt zu erinnern – 10.000 Mark erhalten würde. Im Justizministerium teilte man mir nunmehr mit, dass man wegen dieser Verhältnisse einen Richter nach Carolath setzen wolle, der dem Fürsten gegenüber mit Nachdruck die richterlichen Interessen wahren werde und zwar umso mehr, als auch die schwierigen Majoratsverhältnisse ein sicheres Auftreten erforderlich machten. … Die Aussprache endete damit, dass ich dem Staatssekretär zugeführt wurde, der mich als neuen Amtsrichter von Carolath beglückwünschte.“

Am 1. April 1898 wurde Felisch zum Vorsitzenden Richter der ersten Strafkammer am Landgericht Berlin ernannt.

### Reichsmarine
Felisch berichtet, dass er durch Vermittlung von Paul Herz und Ferdinand Perels dem Staatssekretär und Großadmiral Alfred von Tirpitz für eine Position als Vortragender Rat im Reichsmarineamt vorgeschlagen worden sei. Im März 1900 wurde Felisch als Landgerichtsrat beurlaubt und übernahm unter dem Titel Vortragender Rat Funktionen als Dezernent für Justiz- und Versorgungsangelegenheiten und als Justitiar. 1907 wurde Felisch zum Vorstand der Abteilung Justiz- und Versorgungsangelegenheiten befördert.
Am 16. März 1916 trat Tirpitz als Staatssekretär des Marineamtes zurück. Tirpitz war zuvor in Presse, Reichstag und in Militärkreisen für die Führung des U-Bootkriegs stark kritisiert worden. Felisch gibt ein vertrauliches Gespräch vom 1. April wieder, in dem Tirpitz dem Reichskanzler, Theobald von Bethmann Hollweg, die Schuld für seinen Rücktritt gegeben haben soll:

„Der verschärfte U-Bootskrieg, wie ihn der Kanzler jetzt hinstellt, ist der U-Bootskrieg, den wir stets gehabt haben. … Der Kanzler kann sich eben nicht entschließen, einen festen Willen durchzusetzen, und darum glauben die Neutralen, dass wir schwach sind. Auf diese Weise wird der Glaube an unseren Sieg in der ganzen Welt untergraben. Wenn wir auf die Denkschrift nichts folgen lassen wollten, hätten wir sie nicht in die Welt setzen dürfen.“

Am 2. August 1917 kam es in Wilhelmshaven auf Schiffen der Reichsmarine zu einer Meuterei. Ein Kriegsgericht verurteilte fünf der Meuterer drei Tage später zum Tode. Als Justitiar des Reichsmarineamtes empfahl Felisch die Umwandlung der Todesstrafen in Haftstrafen. Felischs Einwände blieben unbeachtet: Am 5. September wurden die Rädelsführer Albin Köblis und Max Reichpietsch standrechtlich erschossen. Am 21. August berichtete der Staatssekretär des Reichsmarineamtes, Eduard von Capelle, dem Reichskanzler Georg Michaelis von einer mutmaßlichen Verwicklung der USPD in die Meuterei. Michaelis schlug eine Auflösung des Reichstags vor. Die USPD-Abgeordneten wären dann ohne Immunität und könnten des Hochverrats angeklagt werden. Am 24. August erklärte Felisch seinem Vorgesetzten Capelle, dass das vorliegende Beweismaterial für eine Anklage gegen USPD-Abgeordnete nicht ausreiche.
Der von SPD dominierte Reichstag forderte seit 1913, dass Deckoffiziere den Dienstgrad von Offizieren erhalten sollten. Capelle versprach dem Reichstag im Juni 1918, diesen Forderungen nachzukommen und ein Deckoffizierkorps zu bilden. Die Dienstgradreform endete mit dem Rücktritt Capelles im Oktober 1918: Der neue Staatssekretär, Paul Behncke, hatte nicht die Absicht, dem Reichstag entgegenzukommen und beauftragte Felisch mit der Prüfung der Dienstgradreform. Felisch lehnte Capelles Vorhaben entschieden ab. Gegen eine Gleichstellung der Deckoffiziere mit regulären Offizieren bestünden Bedenken in Bezug auf Eidesleistung, Militärrecht und Steuerrecht.

## Familie
Felisch heiratete am 8. Juni 1880 Mathilde Kleinschmidt, die er über deren Bruder Paul Kleinschmidt kennengelernt hatte. Paul Kleinschmidt war ebenso wie Felisch Mitglied der Verbindung Leonensia. Felisch und Mathilde hatten fünf Töchter und einen Sohn, der 1912 Selbstmord beging.
Felischs vierte Tochter Hildegard heiratete 1914 den Kommunisten Alexander Schwab. Die politischen Aktivitäten seines Schwiegersohnes beim Spartakusbund und bei den Roten Kämpfern übergeht Felisch ebenso wie Schwabs Tätigkeit für die sozialreformatorische Zeitschrift Die Form. In seinen Memoiren schreibt Felisch: „Er [Alexander Schwab] befindet sich hier in einer gesicherten Stellung, ist aber nicht Beamter, sondern nur vertraglich Angestellter und hat einen sehr interessanten, aber auch recht schwierigen und ebenso anstrengenden Dienst.“
1918 brachte Hildegard den späteren Literaturhistoriker und Journalisten Hans Schwab-Felisch zur Welt. Doppelnamen waren damals unüblich und bedurften behördlicher Genehmigung. Felisch schreibt, dass er gemeinsam mit den Eltern einen Doppelnamen beantragt habe, da der Name Felisch ansonsten „mit mir erlöschen“ würde.

## Gesellschaftliches Engagement
Felisch war Mitglied des Deutschen Vereins für Armenpflege und Wohltätigkeit. Für den Deutschen Verein schrieb Felisch 1897 Die Fürsorge für die schulentlassene Jugend. Industrialisierung und Urbanisierung, so Felisch, habe gesellschaftliche und familiäre Institutionen des Feudalismus zerrissen. Viele junge Menschen seien nach dem Schulbesuch „Not und … Elend“ ausgesetzt. Dies könne insbesondere in den Städten „ein Versinken in das Verbrechertum nach sich ziehen.“ Felisch empfiehlt dem Verein daher die Etablierung einer Jugendfürsorge für „Verwaiste und Verlassene“. Der Verein solle ein Pflegesystem etablieren, welches die „Pfleglinge“ wirtschaftlich und medizinisch unterstützt und sie in ihrer persönlichen und beruflichen Entwicklung fördert.
Am 21. Januar 1896 übernahm Felisch den Vorsitz des neugegründeten Vereins Freiwilliger Erziehungsbeirat für schulentlassene Waisen. Felisch schreibt, dass er bis zu seinem Tod Ehrenmitglied des Erziehungsbeirates gewesen sei. Mit dem Vizevorsitzenden des Freiwilligen Erziehungsbeirates, Paul Köhne, forderte Felisch die Schaffung eines Jugendgesetzes.
Felisch war außerdem Mitglied des Berliner Handwerkervereins, der Bildungsarbeit für Handwerksgesellen und Arbeiter leistete.
Für den Deutschen Bühnenverein war Felisch Syndikus und Justitiar. Für den Deutschen Bühnenverein verfasste Felisch mit Alexander Leander 1906 die Studie Die Rechtsprechung des deutschen Bühnenschiedsgerichts.
Felisch war zudem Mitglied der Internationalen Kriminalistischen Vereinigung (IKV). Felisch vertrat die Landesgruppe Deutsches Reich der IKV auf der 5. Mitgliederversammlung in Heidelberg.

## Publizistische Tätigkeit
Felisch beendete im August 1917 seine Arbeit am Buch Neuordnung der Menschenliebe. Das Buch erörtert, an welchen ethischen Regeln sich das deutsche Volk nach dem Krieg orientieren solle. Felisch kritisiert eine, aus seiner Sicht, für Deutschland typische „allumfassende Menschenliebe“. Gute Werke sollten stets von ihrem Nutzen für Deutschland abhängig gemacht werden. „Liebeswerke für nicht zu unseren Schutzgebieten gehörende Hottentotten und für andere rassenfremde Völkerschaften“, hätten zu unterbleiben. Felisch unterscheidet zwischen der Nächstenliebe des Neuen Testaments und der Menschenliebe des 20. Jahrhunderts. Während der Barmherzige Samariter seinem Nächsten durch eigenes Handeln eine Wohltat erweise, zeichne sich die moderne Menschenliebe vor allem durch finanzielle Spenden für Wohlfahrtszwecke aus. Anders als die christliche Barmherzigkeit, solle die moderne Menschenliebe das Ziel verfolgen, bedürftige Mitmenschen langfristig in die persönliche und wirtschaftliche Unabhängigkeit zu führen. Vereine seien am besten geeignet, die gesellschaftliche Wohlfahrt zu realisieren. Daher, fordert Felisch, solle sich der Staat über Zuschüsse und jeder Einzelne über Spenden am Aufbau eines wohlfahrtorientierten Vereinswesens beteiligen. Auch der Staat müsse über Militär, Schulen, Kinderheime und Jugendämter an einer Förderung der Wohlfahrt mitwirken.
Felisch diktierte seine Memoiren ab 1932 bis kurz vor seinem Tod im Dezember 1933 seiner Tochter Erika Hennig. Felischs Memoiren sind 2015 als Lebenserinnerungen. Eine Karriere im Kaiserreich erschienen. Das Deutsche Maritime Institut bezeichnet die Lebenserinnerungen als ein wichtiges Dokument zum Verständnis des „wilhelminischen Zeitgeist[es] und d[er] Mentalität damaliger Amtsträger.“ Die Preußische Allgemeine Zeitung spricht den Lebenserinnerungen einen historischen Mehrwert ab. Felisch sei ein „eitler Prahlhans“ gewesen, der in seinen Memoiren hauptsächlich „Belanglosigkeiten“ verarbeitet habe.

## Schriften
- Die Fürsorge für die schulentlassene Jugend. Duncker & Humblot, Leipzig 1897.
- Die Rechtsprechung des deutschen Bühnenschiedsgerichts. Kuhz Verlag, Berlin 1906.
- Aus der Geschichte der Reichsmarinestiftung. Greve, Berlin 1916.
- Ein deutsches Jugendgesetz. Mittler Verlag, Berlin 1917.
- Neuordnung der Menschenliebe. Mittler Verlag, Berlin 1918.
- Wesen und Aufgaben der Jugendpolitik. Bousset, Berlin 1918.
- Vorwort zu Das neue Jugendwohlfahrtsrecht. Landgemeinde Verlag, Berlin 1928.
- Gedächtnisrede auf Stadtrat Dr. jur. Emil Münsterberg. Gehalten am 2. April 1911 im Festsaale des Berliner Rathauses. Duncker & Humblot, Berlin 2013 [Rede von 1911].
- Lebenserinnerungen. Eine Karriere im Kaiserreich. Eick Verlag, Kiel 2015 [1932–33 diktiert].